# 少林木人巷
《少林木人巷》（英語：Shaolin Wooden Men）1976年10月10日在英属香港上映的动作片。

## 剧情
小哑巴（成龙；金掌徐良之子）幼年家里遭受到奸人迫害，全家被杀，他为报仇，藏身于少林寺去学武术，不过少林寺不满五年不准学习武艺。
小哑巴最初遇到了少林寺一个喝酒的和尚，并且学会了他的拳法“醉八仙”，后来他又潜入后山，送馒头给一个被关住的老头子（少林寺出身，法号“法愚”，老頭离开少林寺後，做了青龙白虎帮帮主，被江湖人士擒拿送回少林寺，其恩师是少林寺的掌门人，为了赎罪，他自己弄瞎自己的双目，交出掌门人之位，潜心参禅），老头子叫他偷酒给他喝，并且教会了他一套“龙蛇虎鹤豹”五行拳。他每天在山上练习，一日被老尼姑看到，尼姑不忍心他年纪轻轻练习阴毒的武功，于是将正派的功夫“蛇意八步”交给他。
老头子见他的功夫已经成功，叫他闯木人巷，下山之后把一个东西交给清和镇长春堂拐脚掌柜。他下山交了信物，并且救得酒店老板和儿子、女儿，店主为了感谢他，请他住在店里。但是后来在一个晚上，她又被抓走。
老头子练成了“狮子吼”，逃出后山，回到青龙白虎帮，在江湖大开杀戒。少林寺派出十八罗汉前去抓他。中途小哑巴前去救得。他们晚上借宿于一家农夫家里，老头子杀光了农夫全家的人。小哑巴看破了他的残忍和歹毒，于是离开了他。
一日，来了一个江湖中人唤名“闵老头”（哑巴父亲的朋友），每天在酒店里吃喝并且打听青龙白虎帮的消息，店主的儿子认为他是坏人，于是跟他过招，被痛打一顿，幸亏哑巴来才救得他，但是哑巴也被痛打了一顿，那人发现他是少林弟子才放过了他，叫哑巴回到少林寺再多学几年。
哑巴回到了少林寺，遇到了老头子的授业恩师原少林寺的掌门人，此时他已经即将坐化，临死前拿出一本秘籍交给现任掌门人法智长老，命其传授武功给哑巴，除此祸害。
哑巴武功练成之后，少林寺约法愚出来决斗，法愚透露自己就是杀害金掌徐良的凶手。闵老头被法愚打成重伤，哑巴出手救了他。哑巴和法愚决斗打败了他，劝他回山受罚，他不听反而暗地里想杀了哑巴，不料失手自己将自己杀死。战后哑巴回到少林寺，正式剃度，皈依佛门。

## 演员
- 成龙 出演 小哑巴
- 張冰玉 出演 尼姑，教小啞巴蛇形拳
- 金剛 出演 青龙白虎帮老帮主，少林寺出身，赐号“法愚”
- 元彪 出演 青龙白虎帮歹徒
- 龙君儿 出演 酒店老板女儿